# Іван Гашек
Іван Гашек (чеськ. Ivan Hašek, нар. 6 вересня 1963, Местец-Кралове, Чехословаччина) — колишній чеський футболіст, що грав на позиції півзахисника. Виступав за національну збірну Чехословаччини. По завершенні ігрової кар'єри — тренер. З 2024 року очолює тренерський штаб команди збірної команди Чехії.
Шестиразовий чемпіон Чехословаччини. Триразовий володар Кубка Чехословаччини. Дворазовий чемпіон Чехії. Дворазовий чемпіон Чехії (як тренер).

## Клубна кар'єра
У дорослому футболі дебютував 1981 року виступами за команду клубу «Спарта» (Прага), в якій провів дев'ять сезонів, взявши участь у 221 матчі чемпіонату. Більшість часу, проведеного у складі «Спарти», був основним гравцем команди. За цей час шість разів виборював титул чемпіона Чехословаччини.
Згодом з 1990 по 1996 рік грав у складі команд клубів «Страсбур», «Санфречче Хіросіма» та «ДЖЕФ Юнайтед».
Завершив професійну ігрову кар'єру у клубі «Спарта» (Прага), у складі якого вже виступав раніше. Прийшов до команди 1996 року, захищав її кольори до припинення виступів на професійному рівні у 1998. За цей час додав до переліку своїх трофеїв два титули чемпіона Чехії.

## Виступи за збірні
1983 року залучався до складу молодіжної збірної Чехословаччини.
1984 року дебютував в офіційних матчах у складі національної збірної Чехословаччини. Протягом кар'єри у національній команді, яка тривала 10 років, провів у формі головної команди країни 55 матчів, забивши 5 голів.
У складі збірної був учасником чемпіонату світу 1990 року в Італії.
1994 року провів один матч за збірну Чехії.

## Кар'єра тренера
Розпочав тренерську кар'єру невдовзі по завершенні кар'єри гравця, 1999 року, очоливши тренерський штаб клубу «Спарта» (Прага), де пропрацював з 1999 по 2001 рік.
2001 року став головним тренером команди «Страсбур», тренував команду зі Страсбурга два роки.
Згодом протягом 2006—2007 років очолював тренерський штаб клубу «Сент-Етьєн».
Частину 2009 року провів на посаді головного тренера збірної Чехії.
Протягом тренерської кар'єри також активно працював в Азії, де очолював команди клубів «Віссел» (Кобе), «Аль-Васл», «Аль-Аглі» (Дубай), «Аль-Хіляль», «Катар СК» та «Аль-Фуджейра».
З 2016 року очолює тренерський штаб команди «Емірейтс».

## Досягнення

### Як гравця
- Чемпіон Чехословаччини:

«Спарта» (Прага): 1983—1984, 1984—1985, 1986—1987, 1987—1988, 1988—1989, 1989—1990
- Володар Кубка Чехословаччини:

«Спарта» (Прага): 1983—1984, 1987—1988, 1988—1989
- Чемпіон Чехії:

«Спарта» (Прага): 1996—1997, 1997—1998

### Як тренера
- Чемпіон Чехії:

«Спарта» (Прага): 1999–2000, 2000–2001
- Чемпіон ОАЕ (1):

«Шабаб Аль-Аглі»: 2008-09
- Володар Суперкубка ОАЕ (1):

«Шабаб Аль-Аглі»: 2008
- Володар Кубка наслідного принца Саудівскої Аравії (1):

«Аль-Гіляль»: 2011-12

### Особисті
- Чеський гравець року :1987, 1988